# Курц, Зигфрид
Зигфрид Курц (нем. Siegfried Kurz; 18 июля 1930, Дрезден — 8 января 2023, там же) — немецкий дирижёр и композитор.

## Биография
По первой музыкальной специальности — трубач. С 1945 года учился в Дрезденской консерватории у Фиделио Финке. По окончании консерватории в 1949 г. занял пост музыкального директора городских театров. В 1960 г. перешёл на должность дирижёра в Дрезденскую оперу, в 1971—1983 гг. — генеральмузикдиректор Дрездена. С 1976 г. преподавал в Дрезденской высшей школе музыки, с 1979 г. — профессор. С 1984 г. работал в Берлине, дирижёр Немецкой государственной оперы. Среди важнейших постановок Курца, помимо стандартного репертуара, — «Моисей и Аарон» Арнольда Шёнберга и «Мельница Левина» Удо Циммермана.
В 1950—1970-е гг. Курц также плодотворно работал как композитор (после 1975 года практически отказавшись от композиции в связи с увеличением дирижёрской востребованности). Ему авторству принадлежат три симфонии и другая оркестровая музыка, фортепианный, скрипичный и валторновый концерты, два струнных квартета и другие сочинения. Музыка Курца усвоила определённое влияние Белы Бартока и четвертитоновой техники.
В 1976 и 1988 гг. работа Курца как дирижёра удостаивалась Национальной премии ГДР.
Скончался 8 января 2023 года.